# Варминска митрополия
Варминска митрополия (на полски: Metropolia warmińska) е една от 14-те църковни провинции на католическата църква в Полша. Установена е на 25 март 1992 година с булата „Totus Tuus Poloniae Populus“ на папа Йоан-Павел II. Обхваща три епархии. 
Заема площ от 32 495 км2 и има 1 512 941 верни.

## Епархии
В състава на митрополията влизат епархиите с центрове Олщин, Елбльонг и Елк.
- Варминска архиепархия – архиепископ митрополит Юзеф Гужински
- Елбльонгска епархия – епископ Яцек Йежерски
- Елшка епархия – епископ Йежи Мазур

## Фотогалерия
- Базилика „Успение Богородично и Свети Андрей“ във Фромборк, катедрален храм на Варминската архиепархия
- „Св. Николай“, катедрален храм на Елбьонгската епархия
- „Св. Войчех“, катедрален храм на Елшката епархия